# Liga Nacional de Futsal de 2019
A Liga Nacional de Futsal de 2019 (ou ainda LNF 2019)  é a 24ª edição da competição, que é a principal entre clubes do futsal profissional brasileiro, desde sua criação em 1996. O Pato Futsal entrou na temporada como campeão de 2018, e 2018 também marcou a estreia do Campo Mourão.

## Fórmula de Disputa

### Primeira Fase
Na Primeira Fase da LNF 2019, os clubes jogaram entre si em turno único. Os 16 melhores classificaram-se direto para as oitavas de final, a fase de mata-mata do torneio.

### Segunda Fase

#### Oitavas de Final
Os 16 clubes classificados, iniciaram as oitavas de final em formato de mata-mata em duas partidas, em caso de vitórias alternadas ou dois empates, a decisão irá para a prorrogação, tendo a vantagem do empate na prorrogação e equipe melhor colocada na primeira fase.

#### Quartas de Final
Restando 8 clubes classificados, iniciaram as quartas de final, em duas partidas eliminatórias, em caso de vitórias alternadas ou dois empates, a decisão irá para a prorrogação, tendo a vantagem do empate na prorrogação e equipe melhor colocada na primeira fase.

#### Semifinal
Os 4 semifinalistas, jogaram em duas partidas eliminatórias para definir os finalistas da temporada, em caso de vitórias alternadas ou dois empates, a decisão irá para a prorrogação, tendo a vantagem do empate na prorrogação e equipe melhor colocada na primeira fase.

#### Final
Os dois finalistas, jogaram em duas partidas eliminatórias para definir o grande campeão da temporada 2016 da LNF, em caso de vitórias alternadas ou dois empates, a decisão irá para a prorrogação, tendo a vantagem do empate na prorrogação e equipe melhor colocada na primeira fase.

## Participantes
Um total de 19 franquias disputam a Liga Nacional de Futsal na temporada 2019, 18 delas são remanescentes da temporada 2018, havendo apenas um estreante, o paranaense Campo Mourão.
| Equipe         | Cidade                  | Estado | Em 2018   | Ginásio (mando)                | Capacidade | Títulos                           |
| -------------- | ----------------------- | ------ | --------- | ------------------------------ | ---------- | --------------------------------- |
| Assoeva        | Venâncio Aires          | RS     | 14º       | Parque do Chimarrão            | 5 000      | 0 (não possui)                    |
| Atlântico      | Erechim                 | RS     | 2º        | CER Atlântico                  | 3 500      | 0 (não possui)                    |
| Blumenau       | Blumenau                | SC     | 11º       | Ginásio B do Sesi              | 5 000      | 0 (não possui)                    |
| Campo Mourão   | Campo Mourão            | PR     | Estreante | Valternei de Oliveira          | 1 000      | 0 (não possui)                    |
| Carlos Barbosa | Carlos Barbosa          | RS     | 6º        | Sérgio Luiz Guerra             | 5 000      | 5 (2001, 2004, 2006, 2009 e 2015) |
| Cascavel       | Cascavel                | PR     | 16º       | Neva                           | 1 200      | 0 (não possui)                    |
| Copagril       | Marechal Cândido Rondon | PR     | 4º        | Ney Braga                      | 5 200      | 0 (não possui)                    |
| Corinthians    | São Paulo               | SP     | 7º        | Parque São Jorge               | 6 834      | 1 (2016)                          |
| Foz Cataratas  | Foz do Iguaçu           | PR     | 12º       | Ginásio Costa Cavalcanti       | 1 200      | 0 (não possui)                    |
| Intelli        | São Carlos              | SP     | 18º       | Milton Olaio Filho             | 8 000      | 2 (2012, 2013)                    |
| Jaraguá        | Jaraguá do Sul          | SC     | 9º        | Arena Jaraguá                  | 8 500      | 4 (2005, 2007, 2008, 2010)        |
| Joaçaba        | Joaçaba                 | SC     | 10º       | Centro de Eventos da UNOESC    | 2 800      | 0 (não possui)                    |
| Joinville      | Joinville               | SC     | 5º        | Centreventos Cau Hansen        | 4 000      | 1 (2017)                          |
| Magnus         | Sorocaba                | SP     | 3º        | Arena Sorocaba                 | 4 000      | 1 (2014)                          |
| Marreco        | Francisco Beltrão       | PR     | 13º       | Arrudão                        | 2 600      | 0 (não possui)                    |
| Minas          | Belo Horizonte          | MG     | 8º        | Arena Vivo                     | 3 600      | 0 (não possui)                    |
| Pato Futsal    | Pato Branco             | PR     | 1º        | Dolivar Lavarda                | 1 600      | 1 (2018)                          |
| São José       | São José dos Campos     | SP     | 17º       | Tênis Clube                    | 2 500      | 0 (não possui)                    |
| Tubarão        | Tubarão                 | SC     | 15º       | Arena Multiuso Estener Soratto | 3 500      | 0 (não possui)                    |

## Primeira Fase

### Classificação
|  | Classificados para às Oitavas de Final |
|  | Eliminados                             |

| Pos | Times                | Pts | J  | V  | E | D  | GP | GC | SG  | M       |
| --- | -------------------- | --- | -- | -- | - | -- | -- | -- | --- | ------- |
| 1   | Carlos Barbosa       | 36  | 18 | 11 | 3 | 4  | 49 | 32 | +17 | Aumento |
| 2   | Corinthians          | 36  | 18 | 11 | 3 | 4  | 48 | 37 | +11 | Aumento |
| 3   | Magnus               | 35  | 18 | 11 | 2 | 5  | 70 | 43 | +27 | Baixa   |
| 4   | Tubarão              | 35  | 18 | 10 | 5 | 3  | 57 | 42 | +15 | Baixa   |
| 5   | Cascavel             | 34  | 18 | 11 | 1 | 6  | 40 | 37 | +3  | Baixa   |
| 6   | Campo Mourão         | 34  | 18 | 10 | 4 | 4  | 53 | 35 | +18 | Baixa   |
| 7   | Joinville            | 32  | 18 | 9  | 5 | 4  | 51 | 36 | +15 | Estável |
| 8   | Pato Futsal          | 27  | 18 | 7  | 6 | 5  | 39 | 39 | 0   | Estável |
| 9   | Atlântico            | 26  | 18 | 8  | 2 | 8  | 50 | 51 | -1  | Estável |
| 10  | Assoeva              | 24  | 18 | 7  | 3 | 8  | 50 | 48 | +2  | Baixa   |
| 11  | Futsal Foz Cataratas | 22  | 18 | 7  | 1 | 10 | 43 | 42 | +1  | Estável |
| 12  | Jaraguá              | 22  | 18 | 7  | 1 | 10 | 44 | 55 | -11 | Aumento |
| 13  | Marreco              | 21  | 18 | 5  | 6 | 7  | 50 | 60 | -10 | Baixa   |
| 14  | Copagril             | 20  | 18 | 6  | 2 | 10 | 48 | 54 | -6  | Baixa   |
| 15  | Intelli              | 20  | 18 | 5  | 5 | 8  | 42 | 55 | -13 | Aumento |
| 16  | Joaçaba              | 19  | 18 | 5  | 4 | 9  | 31 | 45 | -14 | Baixa   |
| 17  | Minas                | 17  | 18 | 5  | 2 | 11 | 34 | 45 | -11 | Estável |
| 18  | São José             | 12  | 18 | 3  | 3 | 12 | 31 | 52 | -21 | Estável |
| 19  | Blumenau             | 11  | 18 | 3  | 2 | 13 | 24 | 46 | -22 | Estável |

## Rodadas na liderança
Em negrito, os clubes que mais permaneceram na liderança.
| Rodadas | Rodadas | Rodadas | Rodadas | Rodadas | Rodadas | Rodadas | Rodadas | Rodadas | Rodadas | Rodadas | Rodadas | Rodadas | Rodadas | Rodadas | Rodadas | Rodadas | Rodadas | Rodadas |
| ------- | ------- | ------- | ------- | ------- | ------- | ------- | ------- | ------- | ------- | ------- | ------- | ------- | ------- | ------- | ------- | ------- | ------- | ------- |
| 1       | 2       | 3       | 4       | 5       | 6       | 7       | 8       | 9       | 10      | 11      | 12      | 13      | 14      | 15      | 16      | 17      | 18      | 19      |
| ACBF    | MAG     | TUB     | TUB     | ACBF    | ACBF    | TUB     | ACBF    | ACBF    | ACBF    | ACBF    | COR     | ACBF    | ACBF    | COR     | ACBF    | CAS     | CAS     | ACBF    |

### Rodadas na lanterna
Em negrito, os clubes que mais permaneceram na lanterna.
| Rodadas | Rodadas | Rodadas | Rodadas | Rodadas | Rodadas | Rodadas | Rodadas | Rodadas | Rodadas | Rodadas | Rodadas | Rodadas | Rodadas | Rodadas | Rodadas | Rodadas | Rodadas | Rodadas |
| ------- | ------- | ------- | ------- | ------- | ------- | ------- | ------- | ------- | ------- | ------- | ------- | ------- | ------- | ------- | ------- | ------- | ------- | ------- |
| 1       | 2       | 3       | 4       | 5       | 6       | 7       | 8       | 9       | 10      | 11      | 12      | 13      | 14      | 15      | 16      | 17      | 18      | 19      |
| SJF     | SJF     | SJF     | BLU     | SJF     | SJF     | SJF     | BLU     | SJF     | SJF     | SJF     | SJF     | BLU     | BLU     | JAR     | BLU     | BLU     | BLU     | BLU     |

## Segunda Fase
Em itálico, os times que possuem o mando de quadra no primeiro jogo do confronto e em negrito os times classificados.
|  | Oitavas de final               | Oitavas de final               | Oitavas de final               | Oitavas de final               |              |                | Quartas de final               | Quartas de final               | Quartas de final               |  |             | Semifinais          | Semifinais          | Semifinais          |  |             | Final             | Final             | Final             | Final             | Final             |
|  | 28 de setembro a 06 de outubro | 28 de setembro a 06 de outubro | 28 de setembro a 06 de outubro | 28 de setembro a 06 de outubro |              |                | 19 de outubro a 10 de novembro | 19 de outubro a 10 de novembro | 19 de outubro a 10 de novembro |  |             | 16 a 24 de novembro | 16 a 24 de novembro | 16 a 24 de novembro |  |             | 1 a 8 de dezembro | 1 a 8 de dezembro | 1 a 8 de dezembro | 1 a 8 de dezembro | 1 a 8 de dezembro |
|  |                                |                                |                                |                                |              |                |                                |                                |                                |  |             |                     |                     |                     |  |             |                   |                   |                   |                   |                   |
|  | 1º                             | Carlos Barbosa                 | 2                              | 2                              |              |                |                                |                                |                                |  |             |                     |                     |                     |  |             |                   |                   |                   |                   |                   |
|  | 16º                            | Joaçaba                        | 1                              | 1                              |              |                |                                |                                |                                |  |             |                     |                     |                     |  |             |                   |                   |                   |                   |                   |
|  | 16º                            | Joaçaba                        | 1                              | 1                              |              | Carlos Barbosa | 0                              | 1 (0)                          |                                |  |             |                     |                     |                     |  |             |                   |                   |                   |                   |                   |
|  |                                |                                |                                |                                |              | Carlos Barbosa | 0                              | 1 (0)                          |                                |  |             |                     |                     |                     |  |             |                   |                   |                   |                   |                   |
|  |                                | Pato Futsal                    | 3                              | 0 (1)                          |              |                |                                |                                |                                |  |             |                     |                     |                     |  |             |                   |                   |                   |                   |                   |
|  | 8º                             | Pato Futsal                    | 3                              | 0 (1)                          | Pato Futsal  | 3              | 3 (4)                          |                                |                                |  |             |                     |                     |                     |  |             |                   |                   |                   |                   |                   |
|  | 8º                             |                                |                                |                                | Pato Futsal  | 3              | 3 (4)                          |                                |                                |  |             |                     |                     |                     |  |             |                   |                   |                   |                   |                   |
|  | 9º                             | Atlântico                      | 4                              | 1 (0)                          |              |                |                                |                                |                                |  |             |                     |                     |                     |  |             |                   |                   |                   |                   |                   |
|  | 9º                             | Atlântico                      | 4                              | 1 (0)                          |              |                |                                |                                |                                |  | Pato Futsal | 2                   | 2                   |                     |  |             |                   |                   |                   |                   |                   |
|  |                                |                                |                                |                                |              |                |                                |                                |                                |  | Pato Futsal | 2                   | 2                   |                     |  |             |                   |                   |                   |                   |                   |
|  |                                | Jaraguá                        | 1                              | 0                              |              |                |                                |                                |                                |  |             |                     |                     |                     |  |             |                   |                   |                   |                   |                   |
|  | 5º                             | Jaraguá                        | 1                              | 0                              | Cascavel     | 1              | 1 (0)                          |                                |                                |  |             |                     |                     |                     |  |             |                   |                   |                   |                   |                   |
|  | 5º                             |                                |                                |                                | Cascavel     | 1              | 1 (0)                          |                                |                                |  |             |                     |                     |                     |  |             |                   |                   |                   |                   |                   |
|  | 12º                            | Jaraguá                        | 4                              | 0 (1)                          |              |                |                                |                                |                                |  |             |                     |                     |                     |  |             |                   |                   |                   |                   |                   |
|  | 12º                            | Jaraguá                        | 4                              | 0 (1)                          |              | Jaraguá        | 4                              | 1                              |                                |  |             |                     |                     |                     |  |             |                   |                   |                   |                   |                   |
|  |                                |                                |                                |                                |              | Jaraguá        | 4                              | 1                              |                                |  |             |                     |                     |                     |  |             |                   |                   |                   |                   |                   |
|  |                                | Tubarão                        | 2                              | 1                              |              |                |                                |                                |                                |  |             |                     |                     |                     |  |             |                   |                   |                   |                   |                   |
|  | 4º                             | Tubarão                        | 2                              | 1                              | Tubarão      | 3              | 2 (2)                          |                                |                                |  |             |                     |                     |                     |  |             |                   |                   |                   |                   |                   |
|  | 4º                             |                                |                                |                                | Tubarão      | 3              | 2 (2)                          |                                |                                |  |             |                     |                     |                     |  |             |                   |                   |                   |                   |                   |
|  | 13º                            | Marreco                        | 5                              | 0 (2)                          |              |                |                                |                                |                                |  |             |                     |                     |                     |  |             |                   |                   |                   |                   |                   |
|  | 13º                            | Marreco                        | 5                              | 0 (2)                          |              |                |                                |                                |                                |  |             |                     |                     |                     |  | Pato Futsal | 3                 | 6                 |                   |                   |                   |
|  |                                |                                |                                |                                |              |                |                                |                                |                                |  |             |                     |                     |                     |  | Pato Futsal | 3                 | 6                 |                   |                   |                   |
|  |                                | Magnus                         | 2                              | 0                              |              |                |                                |                                |                                |  |             |                     |                     |                     |  |             |                   |                   |                   |                   |                   |
|  | 3º                             | Magnus                         | 2                              | 0                              | Magnus       | 3              | 6                              |                                |                                |  |             |                     |                     |                     |  |             |                   |                   |                   |                   |                   |
|  | 3º                             |                                |                                |                                | Magnus       | 3              | 6                              |                                |                                |  |             |                     |                     |                     |  |             |                   |                   |                   |                   |                   |
|  | 14º                            | Copagril                       | 3                              | 2                              |              |                |                                |                                |                                |  |             |                     |                     |                     |  |             |                   |                   |                   |                   |                   |
|  | 14º                            | Copagril                       | 3                              | 2                              |              | Magnus         | 2                              | 4                              |                                |  |             |                     |                     |                     |  |             |                   |                   |                   |                   |                   |
|  |                                |                                |                                |                                |              | Magnus         | 2                              | 4                              |                                |  |             |                     |                     |                     |  |             |                   |                   |                   |                   |                   |
|  |                                | Campo Mourão                   | 2                              | 1                              |              |                |                                |                                |                                |  |             |                     |                     |                     |  |             |                   |                   |                   |                   |                   |
|  | 6º                             | Campo Mourão                   | 2                              | 1                              | Campo Mourão | 2              | 3 (1)                          |                                |                                |  |             |                     |                     |                     |  |             |                   |                   |                   |                   |                   |
|  | 6º                             |                                |                                |                                | Campo Mourão | 2              | 3 (1)                          |                                |                                |  |             |                     |                     |                     |  |             |                   |                   |                   |                   |                   |
|  | 11º                            | Futsal Foz Cataratas           | 3                              | 0 (1)                          |              |                |                                |                                |                                |  |             |                     |                     |                     |  |             |                   |                   |                   |                   |                   |
|  | 11º                            | Futsal Foz Cataratas           | 3                              | 0 (1)                          |              |                |                                |                                |                                |  | Magnus      | 7                   | 2                   |                     |  |             |                   |                   |                   |                   |                   |
|  |                                |                                |                                |                                |              |                |                                |                                |                                |  | Magnus      | 7                   | 2                   |                     |  |             |                   |                   |                   |                   |                   |
|  |                                | Joinville                      | 0                              | 1                              |              |                |                                |                                |                                |  |             |                     |                     |                     |  |             |                   |                   |                   |                   |                   |
|  | 7º                             | Joinville                      | 0                              | 1                              | Joinville    | 4              | 4                              |                                |                                |  |             |                     |                     |                     |  |             |                   |                   |                   |                   |                   |
|  | 7º                             |                                |                                |                                | Joinville    | 4              | 4                              |                                |                                |  |             |                     |                     |                     |  |             |                   |                   |                   |                   |                   |
|  | 10º                            | Assoeva                        | 1                              | 3                              |              |                |                                |                                |                                |  |             |                     |                     |                     |  |             |                   |                   |                   |                   |                   |
|  | 10º                            | Assoeva                        | 1                              | 3                              |              | Joinville      | 3                              | 2                              |                                |  |             |                     |                     |                     |  |             |                   |                   |                   |                   |                   |
|  |                                |                                |                                |                                |              | Joinville      | 3                              | 2                              |                                |  |             |                     |                     |                     |  |             |                   |                   |                   |                   |                   |
|  |                                | Corinthians                    | 1                              | 2                              |              |                |                                |                                |                                |  |             |                     |                     |                     |  |             |                   |                   |                   |                   |                   |
|  | 2º                             | Corinthians                    | 1                              | 2                              | Corinthians  | 0              | 4 (0)                          |                                |                                |  |             |                     |                     |                     |  |             |                   |                   |                   |                   |                   |
|  | 2º                             |                                |                                |                                | Corinthians  | 0              | 4 (0)                          |                                |                                |  |             |                     |                     |                     |  |             |                   |                   |                   |                   |                   |
|  | 15º                            | Intelli                        | 2                              | 2 (0)                          |              |                |                                |                                |                                |  |             |                     |                     |                     |  |             |                   |                   |                   |                   |                   |

## Final

#### Primeiro jogo
| 1 de Dezembro | Pato Futsal                           | 3 – 2 | Magnus                       | Ginásio Municipal Dolivar Lavarda, Pato Branco |
| 11:00         | Hulk 13' · Felipinho 18' · Denner 24' |       | 31' Éder Lima · 38' Leozinho | Árbitro: Ricardo Amaral Messa                  |

#### Segundo jogo
| 8 de Dezembro | Magnus | 0 – 6 | Pato Futsal                                                             | Arena Sorocaba, Sorocaba    |
| 11:00         |        |       | 2' Denner · 9' Peru · 15', 32' Di Maria · 18' Lucas Oliveira · 36' Jhow | Árbitro: Gean Coelho Telles |

## Premiação
| Liga Nacional de Futsal de 2019 |
| Paraná                          |
| ------------------------------- |
| Pato Futsal Campeão (2º título) |

## Classificação final
| Pos | Times                | Pts | J  | V  | E | D  | GP | GC | SG  | Classificação                                                       |
| --- | -------------------- | --- | -- | -- | - | -- | -- | -- | --- | ------------------------------------------------------------------- |
| 1   | Pato Futsal          | 45  | 26 | 13 | 6 | 7  | 62 | 48 | +14 | Campeão e classificado para a Supercopa do Brasil de Futsal de 2020 |
| 2   | Magnus               | 49  | 26 | 15 | 4 | 7  | 96 | 61 | +35 | Vice-campeão                                                        |
| 3   | Joinville            | 42  | 24 | 12 | 6 | 6  | 65 | 52 | +13 | Semifinalistas                                                      |
| 4   | Jaraguá              | 29  | 24 | 9  | 2 | 13 | 54 | 64 | -10 | Semifinalistas                                                      |
| 5   | Carlos Barbosa       | 45  | 22 | 14 | 3 | 5  | 54 | 38 | +16 | Eliminados nas Quartas de final                                     |
| 6   | Corinthians          | 40  | 22 | 12 | 4 | 6  | 55 | 46 | +9  | Eliminados nas Quartas de final                                     |
| 7   | Tubarão              | 39  | 22 | 11 | 6 | 5  | 65 | 52 | +13 | Eliminados nas Quartas de final                                     |
| 8   | Campo Mourão         | 38  | 22 | 11 | 5 | 6  | 61 | 44 | +17 | Eliminados nas Quartas de final                                     |
| 9   | Cascavel             | 37  | 20 | 12 | 1 | 7  | 42 | 41 | +1  | Eliminados nas Oitavas de final                                     |
| 10  | Atlântico            | 29  | 20 | 9  | 2 | 9  | 55 | 57 | -2  | Eliminados nas Oitavas de final                                     |
| 11  | Futsal Foz Cataratas | 25  | 20 | 8  | 1 | 11 | 46 | 47 | -1  | Eliminados nas Oitavas de final                                     |
| 12  | Assoeva              | 24  | 20 | 7  | 3 | 10 | 54 | 56 | -2  | Eliminados nas Oitavas de final                                     |
| 13  | Marreco              | 24  | 20 | 6  | 6 | 8  | 55 | 65 | -10 | Eliminados nas Oitavas de final                                     |
| 14  | Intelli              | 23  | 20 | 6  | 5 | 9  | 46 | 59 | -13 | Eliminados nas Oitavas de final                                     |
| 15  | Copagril             | 21  | 20 | 6  | 3 | 11 | 53 | 63 | -10 | Eliminados nas Oitavas de final                                     |
| 16  | Joaçaba              | 19  | 20 | 5  | 4 | 11 | 33 | 49 | -16 | Eliminados nas Oitavas de final                                     |
| 17  | Minas                | 17  | 18 | 5  | 2 | 11 | 34 | 45 | -11 | Eliminados na Primeira Fase                                         |
| 18  | São José             | 12  | 18 | 3  | 3 | 12 | 31 | 52 | -21 | Eliminados na Primeira Fase                                         |
| 19  | Blumenau             | 11  | 18 | 3  | 2 | 13 | 24 | 46 | -22 | Eliminados na Primeira Fase                                         |